# Juliusz Kędziora
Juliusz Kędziora (ur. 1908 w Krakowie na Grzegórzkach, zm. 1988 w Sidzinie) – polski pisarz i malarz.

## Życiorys
Syn Józefa i Emilii z domu Chłystek(?), mąż Marii Stefanii Stanisławy Croneck – polskiej autorki literatury dla dzieci.
Naukę rozpoczął w Gimnazjum Klasycznym, ukończył wydział budownictwa w Państwowej Szkole Przemysłowej. Malarstwo studiował w Prywatnej Szkole Rysunku i Malarstwa Alfreda Terleckiego w Krakowie.
W 1932 powstały pierwsze pejzaże i portrety. Zaczął je wystawiać: w krakowskiej „Zachęcie” i Towarzystwie Przyjaciół Sztuk Pięknych we Lwowie. Za namową żony zaczął pisać i wziął udział w konkursie krakowskiego IKAC-a zdobywając w roku 1936 pierwszą nagrodę za powieść chłopską „Marcynę”. Zostaje członkiem Związku Literatów Polskich. Teatry Krakowa i Warszawy wystawiają jego dramat „Burza”. Plany wyjazdu na studia malarskie do Florencji przerywa wybuch wojny.
Podczas okupacji w domu Kędziorów w krakowskich Bronowicach ukrywa się Jan Hoffman.
Po wojnie w twórczości literackiej Kędziory pojawia się obok tematyki chłopskiej i historycznej nurt biblijny. Państwowe oficyny wydawnicze konsekwentnie odmawiają publikacji. Pozostaje malarstwo. Sprzyja temu zamieszkanie w Sidzinie pod Babią Górą, gdzie Kędziorowie przenoszą się w roku 1955. Korzystając z wiedzy wyniesionej z krakowskiej „Przemysłówki”, Kędziora sam projektuje drewniany dom. Wystrój wnętrz wzorowany jest na stylu okolicznych wsi.
Część prac artysty znajduje się w Muzeum Okręgowym w Pile.

## Twórczość
Książki wydane:
- Marcyna, tom I Tatusiowa chałupa, tom II Dopust Boży. Towarzystwo wydawnicze “RÓJ”, Warszawa 1937
- Burza, dramat w trzech aktach, Książnica-Atlas, Lwów-Warszawa 1939
- Szymon syn Jony – Portret człowieka Wydawnictwo Mariackie 1948
- Szymon syn Jony – Portret apostoła Księgarnia Św. Wojciecha, Poznań 1957
- Szymon syn Jony – Portret świętego Księgarnia Św. Wojciecha, Poznań 1957
- Dzieje kraju Amniam Wydawnictwo T.Zapiór i Spółka, Kraków 1948
- Florian Anonim Iskry, Warszawa 1955
- Bywaj dziewczę zdrowe Jan Skorusa [pseudonim], Katolicki Ośrodek Wydawniczy “Veritas”, Londyn 1980
- Pomiędzy ludźmi uwertura do Szymona syna Jony. Katolicki Ośrodek Wydawniczy “Veritas”, Londyn 1984
- Wąż Bhuta szeptając, fantazja na temat “Księgi Genesis”. Katolicki Ośrodek Wydawniczy “Veritas”, Londyn 1984
- Byłem sześcioletnim przestępcą Jan Skorusa [pseudonim], Wyd. I Biblioteka “Gazety” Lublin 1987

Książki niewydane:
- Ballada o Chrobrym królu 3 t. – powieść historyczna
- Szukam człowieka – opowiadania
- Ludzie w Skolniku – opowiadania wiejskie
- Zegar z kurantem – wspomnienia
- Iksjon Megalos – poradnik dla dyktatorów
- Auto-stop 3 tomy – powieść współczesna
- Ingele – warianty na temat miłości “Auto-stopu” część druga
- Myśli na brzozowej drodze
- Pod wierzbą malowane. – wiersze
- Pieśni Jolaosa – poemat
- Jantar – baśń
- Sen leśnej nocy – fantazja
- Romantyczni – opowieść niewspółczesna – powieść
- Na murze pisane – poezje
- Post scriptum – poezje
- Niedźwiedź i panna – powieść z XVII w.
- Błazen króla Carapeta – quasi una fantasia
- Posąg Swantewita – obraz historyczny w trzech aktach

Dzieła malarskie i graficzne:
- Hucułka – olej płótno 38x48 1932
- Żyd – olej sklejka 45x54 1932
- Hucuł – olej sklejka 53x64 1933
- Portret Marii Kędziorzyny – olej płótno 102x118 1938
- Św. Andrzej Bobola – olej sklejka 35x50 1940
- Kapliczka – olej płótno 57x52 1942
- Przedwiośnie – olej płótno 48x38 1942
- Wieś w zimie – olej płótno 56x35 1942
- Zagroda z kogutem – olej płótno 62x48 1942
- Etiuda rewolucyjna – olej tektura 74x58 1944
- Jesień w polu – olej płótno 58x37 1944
- Kopanie ziemniaków – olej płótno 90x50 1944
- Portret córeczki – olej tektura 37x49 1944
- Diabelski most – olej tektura 74x49 1945
- Dwór Rutkowskich jesienią – olej sklejka 70x55 1945
- Mnich (autoportret) – olej płótno 55x65 1945
- Mniszki – olej płótno 118x124 1945
- Polska cierpiąca – olej płótno 104x140 1945
- Św. Krzysztof – olej płótno 67x61 1945
- Dziewczynka i dziewanny – olej płótno 58x36 1946
- Dziewczynka z kokardką – olej płótno 60x93 1946
- Kaplica – olej płótno 40x85 1946
- Wisła koło Tyńca – olej płótno 124x43 1946
- Dwór w sadzie – olej tektura 68x49 1947
- Klasztor Norbertanek – olej tektura 69x23 1947
- Most – olej tektura 37x26 1947
- Muzyka przy wierzbach – olej płótno 43x43 1947
- Pod lasem – olej płyta pilśniowa 73x58 1947
- Rodzina artysty – olej płótno 90x66 1947
- Zbieranie kłosów – olej sklejka 79x54 1947
- Autoportret – olej płótno 35x53 1948
- Babia Góra w chmurach – olej płótno 85x68 1948
- Łysa Góra – olej tektura 58x28 1948
- Matka Boska i dzieci – olej tektura 38x52 1948
- Polana pod Czyrńcem – olej płótno 73x55 1948
- Autoportret – olej płótno 65x90 1949
- Jesień pod Babią Górą – olej płótno 39x34 1949
- Ku górom – olej płótno 60x32 1949
- Sidzina-Przybysie – olej tektura 60x38 1949
- Sosna – olej tektura 70x60 1949
- Bacówka – olej tektura 72x69 1950
- Ku dolinie – olej tektura 51x42 1950
- Na hali – olej tektura 81x69 1950
- Płonący las – olej tektura 47x55 1950
- Pod Babią Górą – olej tektura 20x18 1950
- Portret Jacka – olej tektura 59x72 1950
- Skałki na Diablaku – olej tektura 20x18 1950
- Staszkowa Polana – olej tektura 81x69 1950
- Stawy pod Zatorem – olej tektura 20x18 1950
- Trześnia notatka – olej tektura 20x18 1950
- W Bieszczadach – olej tektura 20x18 1950
- W dolinie – olej tektura 51x42 1950
- Droga leśna – olej sklejka 71x58 1951
- Jarzębina nad Psią Doliną – olej tektura 50x66 1951
- Mamusia z Wojtkiem – olej płótno 50x45 1951
- Po burzy – olej tektura 81x69 1951
- Przed żniwami – olej tektura 60x45 1951
- Stawy w Zatorze – olej płótno 75x57 1951
- Ścieżka leśna – olej sklejka 58x71 1951
- Tatry nad smrekami – olej sklejka 50x39 1951
- Wrzosy – olej tektura 69x58 1951
- Babia Góra – olej sklejka 50x39 1952
- Chałupa w Ciśniawach – olej sklejka 45x43 1952
- Chałupa z wyżką I – olej sklejka 50x39 1952
- Chałupa z wyżką II – olej sklejka 50x39 1952
- Jesienny sad – olej płótno 72x56 1952
- Puszcza – olej sklejka 50x39 1952
- Suchorze – olej sklejka 50x39 1952
- Świronek na Orawie – olej sklejka 50x39 1952
- Zagroda w Zubrzycy – olej sklejka 50x39 1952
- Żubr – olej płótno 135x100 1952
- Lasy w Kamycku – olej tektura 1954
- Marysia – olej sklejka 50x40 1955
- Pejzaż ze smrekiem – olej sklejka 49x39 1955
- Wschód nad Turbaczem – olej tektura 72x44 1955
- Drzewa nad Ciśniawką – olej tektura 37x26 1956
- Mgły w dolinie – olej płótno 93x94 1956
- Jesień nad potokiem – olej płyta pilśniowa 60x47 1957
- Jodły na uboczu – olej płyta pilśniowa 60x47 1957
- Morskie Oko (notatka) – olej tektura 21x18 1957
- Ścieżka nad Bystrą – olej płyta pilśniowa 60x47 1957
- W Tatrach – olej tektura 21x18 1957
- Babia Góra (Diablak) – olej sklejka 50x37 1958
- Księżyc na jałowcach – olej płyta pilśniowa 60x47 1958
- Poranne światło – olej płyta pilśniowa 76x60 1958
- Góra Kiełek – olej płótno 85x68 1959
- Wiatr – olej tektura 50x72 1960
- Trześnia – olej płyta pilśniowa 61x46 1969
- Choinki z Babią Górą w tle – olej tektura 21x18 1973
- Jodły ze światłem w tle – olej płótno 70x67 1973
- Portret Ani Lachowskiej – olej sklejka 57x75 1975
- Portret Jana Lachowskiego – olej tektura 60x80 1975
- Smrek (notatka) – olej tektura 32x28 1975
- Ponad górami (notatka II) – olej tektura 32x28 1976
- Ponad górami – olej tektura 81x68 1976
- Tatry – olej sklejka 70x68 1977
- Wiosna I – olej sklejka 50x49 1979
- Wiosna II – olej płyta pilśniowa 79x60 1979
- Buk – olej tektura 26x37 [bez daty]
- Dunajec – olej sklejka 50x39 [bez daty]
- Dziewczynka z książką – olej tektura 59x69 [bez daty][2]